# André Bicaba
André Bicaba (12 gennaio 1945) è un ex velocista burkinabé.

## Carriera
È stato il primo atleta a rappresentare l'Alto Volta (dal 1984 Burkina Faso) ai Giochi olimpici.
Alle Olimpiadi del 1972, svoltesi a Monaco di Baviera, fu il portabandiera nonché l'unico rappresentante del suo paese, che partecipava per la prima volta ai Giochi. Iscritto alla gara dei 100 metri, giunse quinto (su sette partecipanti) nella sesta batteria del primo turno eliminatorio correndo in 10"79.